# Jumping at the Cedar
Jumping at the Cedar is het eerste livemuziekalbum van de Zweedse formatie Hoven Droven Het is opgenomen in de The Cedar –zaal te Minneapolis, Verenigde Staten. De band Hoven Droven maakt al jaren folkmuziek gelardeerd met stevige rock tot hardrock.

## Musici
- Kjell Erik Eriksson – viool/fiddle;
- Bo Lindberg – gitaar;
- Pedro Blom – basgitaar;
- Jens Cómen – saxofoon;
- Björn Höglund – slagwerk.

## Composities
Alle composities door Eriksson, behalve waar aangegeven
- CD1

1. Bjekkerg Auken (4:17)
2. Tachan (3:41)
3. Petruchka a je (3:47)
4. Morsepolskan (traditional) (2:56)
5. Turbo (3:59)
6. Myrhpolska (traditional) (4:33)
7. Okynnesvals (7:00)
8. Kom Hem (4:21)
9. Gungan (Lindberg) (2:56)
10. Vasen (6:01)

- CD2

1. Årepolska (traditional uit Åre) (4:56)
2. Dortea (traditional uit Dorotea) (7:08)
3. Skuffen (4:21)
4. Slentbjenn (8:20)
5. Skvadern (Lindberg) (4:29)
6. Myhrhalling (traditional ) (4:50)
7. Köttpolska (traditional)(5:33)
8. Tornäs (traditional) (4:41)